# سريع (شخصية)
سريع حلزون (بالإنجليزية: Gary the Snail)‏ هو شخصية خيالية وشخصية رئيسية من مسلسل الرسوم المتحركة الشهير سبونج بوب سكوير بانتس من ابتكار ستيفن هيلنبرغ، سريع هو عبارة عن حلزون بحري وهو أحد أهم أصدقاء سبونجبوب وهو شريكه في السكن وحيوانه الأليف، بالرغم من أن سريع حلزون ألى أنه يطلق صوت قطة أثناء كلامه وهو أذكى من سبونجبوب بكثير.

## المظهر
شكل سريع يشبه شكل حلزون عادي ولكنه يملك صدفة بحرية بلون وردي تشبه الحلوى من حيث الشكل، وعينيه طويلتان ورفيعتان ولون عينيه هو اللون الأحمر.